# Страусс, Роберт Шварц
Роберт Шварц Страусc (19 октября 1918, Локхарт (Техас) — 19 марта 2014, Вашингтон) — американский государственный деятель. Посол США в СССР и Российской Федерации (1991—1992).

## Биография
Родился в семье еврейских иммигрантов из Германии. В 1941 г. окончил юридический факультет Университета штата Техас. Там он подружился с будущим губернатором штата Джоном Конналли.
После окончания университета поступил на службу в ФБР. Как рассказывал политик впоследствии газете New York Times, его работа заключалась в том, чтобы следить за коммунистами. По окончании Второй мировой войны поселился в Далласе, где основал собственное дело. Первоначально небольшая компания со временем превратилась в международную корпорацию.
В 1950-е гг. был продвинут в сенат, а по прошествии некоторого времени возглавил банковскую комиссию Техаса. Вскоре был избран председателем Демократического национального комитета. Затем возглавил избирательную кампанию Джимми Картера, которая увенчалась успехом.
В 1977—1979 гг. торговый представитель США, в мае — ноябре 1979 г. посол по особым поручениям на Ближнем Востоке.
После неудачной попытки Картера на переизбрание в президенты США, вернулся к своей юридической практике, оставаясь при этом и в период правления президентов Рональда Рейгана и Джорджа Буша-старшего, важным политическим игроком в Вашингтоне.
В 1991 году занимал должности посла США в СССР, а затем — в Российской Федерации.
Как отмечал впоследствии служивший тогда его заместителем Дж. Коллинз, он «был настоящей политической фигурой и имел очень хорошие отношения с президентом и госсекретарем, что позволяло ему добиваться того, чего не мог бы добиться профессиональный дипломат».